# Ахметшин Марат Радикович
Марат Радикович Ахметшин (рос. Марат Радикович Ахметшин; 27 червня 1980, Єлізово — 3 червня 2016, Тадмор, Сирія) — російський офіцер, капітан ЗС РФ. Герой Російської Федерації (посмертно).

## Біографія
Народився місті Єлізово Камчатського краю в сім'ї офіцера ВПС. Пізніше сім'я переїхала до міста Казань. 
Закінчив середню школу №113 міста Казань, Казанську філію Михайлівської військової артилерійської академії у 2002 році.
Проходив службу у складі Північно-Кавказького (Південного) військового округу:
З червня 2002 по червень 2003 —  командир гаубичного самохідно-артилерійського взводу 135-го мотострілецького полку (м. Прохладний, Кабардино-Балкарської Республіки) 19-ї мотострілецької дивізії.
З червня 2003 по грудень 2006 — командир гаубічної самохідно-артилерійської батареї.
З грудня 2006 по липень 2009 — помічник командира батальйону з артилерії.
З липня 2009 по червень 2010 — командир гаубічної артилерійської батареї у складі одного з полків 102-ї російської військової бази у Вірменії. У червні 2010 року звільнений у запас зі скорочення штатів.
У 2010-2015 роках працював інженером у Казані.
Поновлений на військовій службі у грудні 2015 року. Проходив службу у Західному військовому окрузі. Начальник розвідки штабу гаубичного самохідно-артилерійського дивізіону у складі 3-ї мотострілецької дивізії.
Учасник інтервенції в Сирію у 2016 році. Виконував функції військового радника, навчав артилерійської стрільби сирійських військовослужбовців.
2 червня 2016 року був важко поранений у бою з повстанцями біля міста Пальміра і на наступний день помер у військовому шпиталі Тадмора.
Похований 6 червня 2016 року в селі Атабаєво.
Був одружений, виховував трьох дітей.

## Нагороди
- Герой Російської Федерації (23 червня 2016, посмертно);
- Медаль «За зміцнення бойової співдружності» (2006);
- Медаль «За відзнаку у військовій службі» (Міноборони) 3-го ступеня (2006).